# Херсон (фема)
Фема Херсон (Херсонес) (грец. θέμα Χερσῶνος) або Клімата (грец. θέμα Κλίματα) — військово-адміністративна одиниця Візантійської імперії (фема), яка розташовувалась на півдні Кримського півострова (сучасна Україна). Назва походить від міста Херсонес Таврійський. Утворено у 838 або 839 році. Остаточно припинила існування 1210-х роках.

## Історія

### Передумови
Протягом II—III ст. Херсонес Таврійський був підвладним містом Римської імперії, проте формально не входив до її складу. Окрім власне території міста йому підпорядковувалася західна та південна частина Криму. Втім наприкінці III ст. автономія області завершилося, Херсонес з підлеглими землями увійшов до складу Римської імперії. З 370-х років тут посилюється військова присутність римлян, що організували захист Херсонесу від гунів та готів. Водночас стає місцем засланням для церковних та світських діячів.
Після утворення Східної Римської імперії Херсонес увійшов до її складу. Адміністративно входив до складу діоцезу Фракія, підпорядковуючись magister militum for Thrace військовому магістру Фракії). Згодом цивільна адміністрація призначалася префектом Сходу. Особлива роль належала єпископам Херсонес та Таврії. У 486 році імператор Зенон передав право користуватися власними податками і торговельними митами безпосередньо мешканцям Таврії на чолі із Херсонесом. За імператора Юстиніана I було відновлено фортечні мури Херсонеса, а також зведено фортеці Алустон і Горзувіти, які підпорядковувалися коміту Херсонеса. На цей час область (отримала назву Тавріка) охоплювала землі від Євпаторії та Алустону. На її чолі стояли препозити та дуки (з часів імператора Маврикія — стратілати). В частині Таврики (гірська Готія) було зведено фортеці Мангуп, Ескі-Кермен, Чуфут-Кале, Бакла і Тепе-Кермен.
У 590-х роках оформився дукат Херсон, де дука мав військову та цивільну владу. До його складу входило південно-західне та південне узбережжя Криму разом з Боспором Кімерійським та Феодосією. Втім у VII ст. позиції Візантії в Криму слабшають, тут вагу набирає Хозарський каганат. Територія візантійської Таврики зменшується до околиць Херсонесу, а до 710-х років було втрачено гірську Готію, столицею якої стає фортеця Дорос (тут деякий час мешкав повалений імператор Юстиніан II). У 711 році, скориставшись боротьбою за владу в Візантії над рештками дукату встановлює владу каган Хозарії, куди відправляє свого тудуна (намісника).
За часів імператора Лева III вдалося повернути владу над південно-західними землями, який надав їм статус архонтії. В цей час область Готії отримує назву Клімата, тому з'являється розмежування понять Херсон (місто) та підвладної області (Клімата). Поступово впроваджено практику керування області колегією архонтів. Водночас імператорський уряд призначав свого представника (кира). тут також розташовувався потужний монетний двір, де карбувалася власна монета.

### Клімата
Імператор Феофіл реформував управління володіннями імперії в Криму. У 838 або 839 році архонтію було перетворено на фему Клімата («Області»), оскільки Феофіл побоювався надмірної самостійності міста та підлеглим йому областей. Першим стратегом став Петроній Каматір (військовий інженер, що звів фортецю Саркел). Втім незабаром неофіційно фема стала називатися Херсон. З 860-х років це стало офіційною назвою феми.

### Розвиток
З самого початку відігравала важливу роль військової бази у Північному Причорномор'ї. звідси здійснювалася розвідка за діяльністю сусідів (саме стратег Клімати повідомляв імператорів про перемовини булгар з печенігами у 917 році, про похід русів у 941 та 944 роках на Візантію). Водночас міста феми були важливими центрами посередницької торгівлі з Київською Руссю, Хозарським каганатом, печенігами, половцями, здійснювалася торгівля через Трапезунд з країнами Близького Сходу та Кавказу. Значний зиск населення мало від добування солі з Сивашу та солених озер біля Євпаторії. З укладанням угоди з Київським князем Ігорем Рюриковичем було отримано право на вилов риби у нижній частині Дніпра.
При цьому існування феми було декілька разів під загрозою кочівників. У 896 році внаслідок важких податків повстало населення Херсонесу Таврійського. У 930-х роках межі феми зазнали нападів хозарів. У 989 році місто Херсонес захопив Київський князь Володимир Святославич, завдавши значної економічної шкоди. Але доволі швидко Херсонес було відновлено. З цього часу починається його нове піднесення. Сама фема стає важливим економічним центром.
У 971 році виокремлюються феми Боспор і Сугдея. Лише у 1040-х роках фема Сугдея повертається до складу феми Херсон. Доля феми Боспор невідома (вважається, що до 1000 року він знову став частиною феми Херсон). У 1016 році проти імператорської влади повстав стратег Георгій Цула, але швидко зазнав поразки. Слідом за цим під владою феми опиняється Східний Крим.

### Занепад
За останніх представників Македонської династії відбувається посилення податкового навантаження, водночас посилюються напади печенігів на межі феми. Для вирішення ситуації імператор Ісаак I перетворює фему на катепанат (фему з особливим статусом). Катепану підпорядковувалися війська фем Херсон, Сугдея і Боспор.
У 1066 році мешканці Херсонесу запросили в імператора Костянтина X торговельні привілеї, але той відмовив. У відповідь населення повстало. Заворушення у фемі тривали протягом правління імператора Михайла VII до середини 1070-х років, чому сприяло боротьба за імператорський трон Візантії та поразки візантійців від сельджуків. Лише імператор Олексій I на початку 1080-х років зумів відновити тут владу Візантії, остаточно приєднавши до феми Херсон також фему Боспор.
Влада імперії зберігалася до 1204 році, коли Константинополь було захоплено учасниками Четвертого хрестового походу. Втім ще до того за часів правління династії Ангелів фема фактично стала напівнезалежною. У 1205 році вона увійшла до складу Трапезундської імперії. Звідти прибув рід Гаврасів, представники якого обіймали провідні посадив фемі. Територія отримала назву Ператея («Далека»). Втім внаслідок послаблення Трапезунду після втрати Сінопа у 1214 році поступово здобула незалежність. В середини того ж століття тут утворилося князівство Феодоро.

## Адміністрація
Охоплювала південно-західне та південне узбережжя Криму: від Боспору та Євпаторії. В гірській частині було створено окрему турму Готія. Іншими важливими турмархіями були Сугдея і Боспор. Поступово межі феми поширилися до гирла Дніпра.
На чолі стояв стратег (з титулом спафарія або протоспафарія, рідше — патрикія, а з 899 року — анфіпата-патрикія), який з 975 року називався стратег Херсона і Сугдеї. Йому підпорядковувалося 2 тис. вояків. Щорічна зарплатня стратега в часи Македонської династії становила 12 лібрів золота. При цьому до 900 року збереглася старовинна колегія архотів, які тепер займалися лише цивільними справами міста Херсонес.

## Відомі очільники
- Петрона Каматир (838—844/846)
- Фока (850-ті)
- Іоанн Вога (914—918)
- Іоанн Протевон (919—920)
- Лев Аліат (1050-ті)
- Никифор Алан (1090-ті)